# دهستان جیگمچهولینگ
دهستان جیگمچهولینگ (به لاتین: Jigmechhoeling Gewog) یک دهستان در کشور بوتان است که در ناحیهٔ سرپانگ واقع شده‌است.